# Liste des œuvres de Leoš Janáček

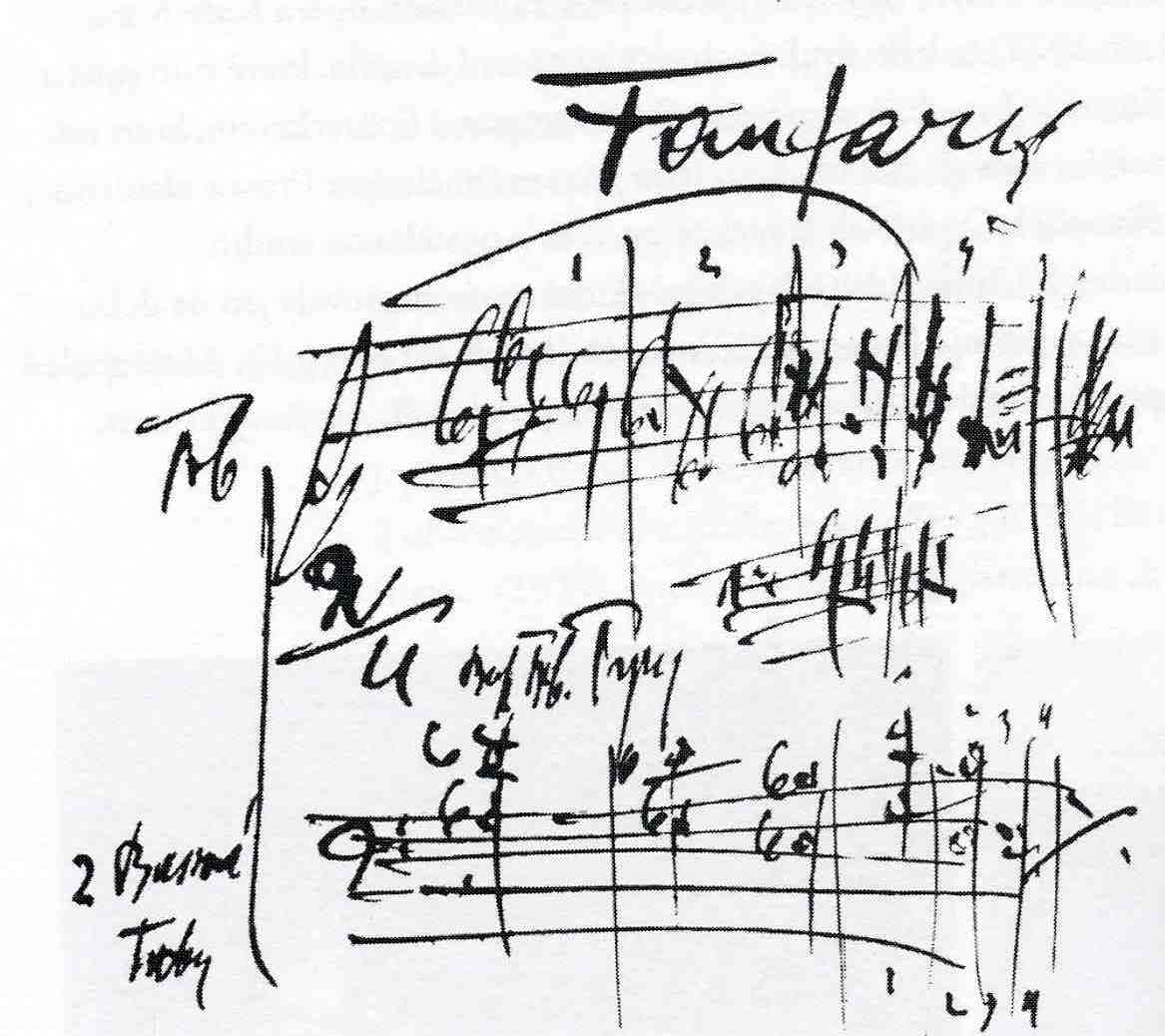
Autographe de Leoš Janáček

Cette liste des œuvres de Leoš Janáček peut être ordonnée par genre, par numéro de catalogue (JW), par date de composition, par titre tchèque, et par titre français (quelques titres restent à traduire en français). Cliquer sur l'en-tête de la colonne. 
Les numéros JW ont été établis par Nigel Simeone, John Tyrrell, et Alena Němcová dans Janáček's Works: A Catalogue of the Music et Writings of Leoš Janáček (Oxford: Clarendon Press, 1997). Le format correct pour les numéros JW est formé par un chiffre romain (pour le genre) devant le slash et par un chiffre arabe (pour l'œuvre) après le slash. On n'a utilisé ici cependant que des chiffres arabes pour pouvoir classer facilement les JW.

## Liste
| Genre               | JW            | Date de composition | Titre tchèque                                                                              | Titre français | Formation                                                                        | Notes |
| ------------------- | ------------- | ------------------- | ------------------------------------------------------------------------------------------ | --- | -------------------------------------------------------------------------------- | --- |
| Opéra               | JW 1/1        | 1887–1888           | Šárka                                                                                      | Šárka |                                                                                  | révisé 1919 par Oswald Chlubna. Création à Brno le 11 novembre 1925 sous la direction de Vaclav Neumann.                                             |
| Opéra               | JW 1/3        | 1891                | Počátek románu                                                                             | Počátek románu (Début d'un roman)                                                                                      |                                                                                  | Création le 2 octobre 1894 à Brno. |
| Opéra               | JW 1/4        | 1894–1903           | Její pastorkyňa                                                                            | Jenůfa ou "sa belle-fille"                                                                                             |                                                                                  | révisé 1908, 1915. Création le 21 janvier 1904 à Brno sous la direction de C. M. Hrazdira.                                                           |
| Opéra               | JW 1/5        | 1903–1905           | Osud                                                                                       | Osud (Destin) |                                                                                  | révisé 1906–1907. Première audition à la radio de Brno en 1934; création sur scène en 1958 sous la direction de František Jílek au Festival Janáček. |
| Opéra               | JW 1/6 JW 1/7 | 1908–1916 1917      | Výlety páně Broučkovy, Výlet pana Broučka do XV. století                                   | Les Voyages de Monsieur Brouček le voyage de Monsieur Brouček dans la Lune le voyage de Monsieur Brouček au XVe siècle |                                                                                  | Création le 23 avril 1920 au Théâtre National de Prague.                                                                                             |
| Opéra               | JW 1/8        | 1919–1921           | Káťa Kabanová                                                                              | Katja Kabanova |                                                                                  | d'après la pièce « la Tempête » d'Ostrovski. Création le 23 novembre 1921 à Brno                                                                     |
| Opéra               | JW 1/9        | 1921–1923           | Příhody lišky Bystroušky                                                                   | La Petite Renarde rusée                                                                                                |                                                                                  | d'après Rudolf Těsnohlídek. Création le 6 novembre 1924 à Brno.                                                                                      |
| Opéra               | JW 1/10       | 1923–1925           | Věc Makropulos                                                                             | L'Affaire Makropoulos                                                                                                  |                                                                                  | d'après Čapek. Création le 18 décembre 1926 à Brno.                                                                                                  |
| Opéra               | JW 1/11       | 1927–1928           | Z mrtvého domu                                                                             | De la maison des morts                                                                                                 |                                                                                  | d'après Dostoïevski. Création le 11 avril 1930 à Brno.                                                                                               |
| Ballet              | JW 1/2        | 1891                | Rákós Rákóczy                                                                              | Rákós Rákóczy |                                                                                  | Création le 24 juillet 1891 au Théâtre National de Prague.                                                                                           |
| Musique d'orchestre | JW 6/1        | 1875                | Zvuky ku památce Förchtgotta-Tovačovského                                                  | Sons à la mémoire de Förchtgotta-Tovačovského                                                                          | pour orchestre à cordes                                                          | |
| Musique d'orchestre | JW 6/2        | 1877                | Suita                                                                                      | Suite | pour orchestre à cordes                                                          | Création le 2 décembre 1877 à Brno. |
| Musique d'orchestre | JW 6/3        | 1888                | Idyla                                                                                      | Idylle | pour orchestre à cordes                                                          | Création le 15 décembre 1878 à Brno. |
| Musique d'orchestre | JW 6/4        | 1889–1891           | Valašské tance                                                                             | Danses de Valachie | pour orchestre                                                                   | Op. 2 |
| Musique d'orchestre | JW 6/5        | 1890                | Adagio                                                                                     | Adagio | pour orchestre                                                                   | |
| Musique d'orchestre | JW 6/6        | c.1891              | Suita (Serenáda)                                                                           | Suite (Sérénade) | pour orchestre                                                                   | Op. 3. Création le 23 septembre 1928 à Brno. |
| Musique d'orchestre | JW 6/7        |                     | Moravské tance                                                                             | Danses Moraves | pour orchestre                                                                   | 5 danses populaires |
| Musique d'orchestre | JW 6/8        | 1890                | Hanácké tance                                                                              | Danses de Hanaquie | pour orchestre                                                                   | |
| Musique d'orchestre | JW 6/9        | 1893                | České tance, 1. Suita                                                                      | Danses tchèques, Suite I                                                                                               | pour orchestre                                                                   | |
| Musique d'orchestre | JW 6/10       | 1894                | Žárlivost                                                                                  | Jalousie | pour orchestre                                                                   | ouverture de l'opéra Jenůfa |
| Musique d'orchestre | JW 3/6        | 1898                | Smuteční pochod                                                                            | Marche funèbre | pour orchestre                                                                   | Épilogue de la cantate Amarus |
| Musique d'orchestre | JW 6/11       | 1899                | Požehnaný                                                                                  | Danse de Lachie | pour orchestre                                                                   | |
| Musique d'orchestre | JW 6/12       | 1899                | Kozáček                                                                                    | Danse cosaque | pour orchestre                                                                   | |
| Musique d'orchestre | JW 6/13       | c.1899              | Srbské kolo                                                                                | Danse serbe | pour orchestre                                                                   | |
| Musique d'orchestre | JW 6/14       | 1912                | Šumařovo dítě                                                                              | L'enfant du musicien                                                                                                   | pour orchestre                                                                   | Ballade. Création le 14 novembre 1917 à Prague. |
| Musique d'orchestre | JW 6/15       | 1915–1918           | Taras bulba                                                                                | Taras Bulba | pour orchestre                                                                   | rhapsodie d'après Gogol. Création le 9 octobre 1921 à Brno.                                                                                          |
| Musique d'orchestre | JW 6/16       | 1920                | Balada Blanická                                                                            | Ballade de Blaník | pour orchestre                                                                   | poème symphonique; titre original: Blaničtí rytíři. Création le 21 mars 1920 à Brno.                                                                 |
| Musique d'orchestre | JW 6/17       | 1924                | Lašské tance                                                                               | Danses de Lachie | pour orchestre                                                                   | |
| Musique d'orchestre | JW 6/18       | 1926                | Sinfonietta (Symfonietta vojenská)                                                         | Sinfonietta | pour orchestre                                                                   | Création le 29 juin 1926 à Prague. |
| Musique d'orchestre | JW 9/7        | 1923–1928           | Dunaj                                                                                      | Le Danube | pour orchestre                                                                   | fragment symphonique |
| Musique d'orchestre | JW 9/11       | 1928                | Schluck und Jau                                                                            | Schluck und Jau | pour orchestre                                                                   | musique de scène |
| Musique concertante | JW 7/11       | 1925                | Concertino                                                                                 | Concertino | pour piano et ensemble de chambre                                                | |
| Musique concertante | JW 7/12       | 1926                | Capriccio „Vzdor“                                                                          | Capriccio « Défiance »                                                                                                 | pour piano (main gauche) et ensemble de chambre                                  | |
| Musique concertante | JW 9/10       | 1926                | Houslový Koncert „Putování dušičky“                                                        | Concerto pour violon « Pèlerinage de l'âme »                                                                           | pour violon et orchestre                                                         | Création le 29 septembre 1988 à Brno. |
| Musique de chambre  | JW 7/1        | 1875                | Znělka I                                                                                   | Sonnet I | pour 4 violons                                                                   | |
| Musique de chambre  | JW 7/2        |                     | Znělka II                                                                                  | Sonnet II | pour 4 violons                                                                   | inachevé |
| Musique de chambre  | JW 7/3        | 1879                | Romance                                                                                    | Romance | pour violon et piano                                                             | |
| Musique de chambre  | JW 7/4        | 1880                | Dumka                                                                                      | Dumka | pour violon et piano                                                             | |
| Musique de chambre  | JW 7/5        | 1910                | Pohádka                                                                                    | Conte de fées, 4 Pièces                                                                                                | pour violoncelle et piano                                                        | révisé 1912, 1923 |
| Musique de chambre  | JW 7/6        | 1910                | Presto                                                                                     | Presto | pour violoncelle et piano                                                        | |
| Musique de chambre  | JW 7/7        | 1914                | Houslová sonáta                                                                            | Sonate pour violon et piano                                                                                            | pour violon et piano                                                             | révisé 1921. Création le 16 décembre 1922 à Prague.                                                                                                  |
| Musique de chambre  | JW 7/8        | 1923                | Smyčcový kvartet č. 1 „Z podnětu Tolstého Kreutzerovy sonáty“                              | Quatuor à cordes nº 1 « La Sonate à Kreutzer »                                                                         | pour 2 violons, alto et violoncelle                                              | Création le 17 octobre 1924 à Prague. |
| Musique de chambre  | JW 7/9        | 1924                | Pochod modráčků                                                                            | Marche des Gorges bleues                                                                                               | pour piccolo et piano                                                            | |
| Musique de chambre  | JW 7/10       | 1924                | Mládí                                                                                      | Jeunesse | pour sextuor à vent (flûte, hautbois, clarinette, clarinette basse, basson, cor) | |
| Musique de chambre  | JW 7/13       | 1928                | Smyčcový kvartet č. 2 „Listy důvěrné“                                                      | Quatuor à cordes nº 2 « Lettres Intimes »                                                                              | pour 2 violons, alto et violoncelle                                              | Création le 11 septembre 1928 à Brno. |
| Orgue               | JW 8/2        | 1875                | Předehra                                                                                   | Ouverture | pour orgue                                                                       | |
| Orgue               | JW 8/3        |                     | Varyto                                                                                     | | pour orgue                                                                       | |
| Orgue               | JW 8/4        |                     | Chorální fantasie                                                                          | fantaisie chorale | pour orgue                                                                       | |
| Orgue               | JW 8/7        | 1884                | Dvě skladby pro varhany                                                                    | 2 Pièces pour orgue | pour orgue                                                                       | |
| Orgue               | JW 2/11       | 1902?               | Svatý Václave                                                                              | Saint Wenceslas | pour Orgue                                                                       | Accompagnement à l'orgue pour un ancien hymne tchèque                                                                                                |
| Piano               | JW 8/6        | 1880                | Tema con variazioni – Zdeňčiny variace                                                     | Variations Zdeňka en si bémol majeur                                                                                   | pour piano                                                                       | Op. 1 |
| Piano               | JW 8/8        | 1885                | Dymák                                                                                      | Dymák | pour piano                                                                       | arrangement d'une danse folklorique |
| Piano               | JW 8/9        | 1887?               | Na památku                                                                                 | In Memoriam | pour piano                                                                       | |
| Piano               | JW 8/10       | 1888–1889           | Národní tance na Moravě                                                                    | Danses populaires de Moravie                                                                                           | pour piano à 2 ou 4 mains, avec cymbalum ou voix ad libitum                      | 21 arrangements d'airs populaires |
| Piano               | JW 8/11       | 1888                | Srňátko                                                                                    | Srňátko | pour piano                                                                       | arrangement d'une danse populaire |
| Piano               | JW 8/12       | 1893                | Ej, danaj!                                                                                 | | pour piano                                                                       | arrangement d'une danse populaire; combiné avec JW 8/18 pour faire les 3 Moravské tance (3 Danses Moraves)                                           |
| Piano               | JW 8/13       | 1893                | Hudba ke kroužení kužely                                                                   | Musique pour des Exercises d'un Club de natation                                                                       | pour piano                                                                       | |
| Piano               | JW 8/14       | 1893?               | Řezníček                                                                                   | Řezníček | pour piano                                                                       | arrangement d'une danse populaire |
| Piano               | JW 8/15       | 1893?               | Zezulenka                                                                                  | Zezulenka | pour piano                                                                       | arrangement d'une danse populaire |
| Piano               | JW 8/16       | 1894                | Žárlivost                                                                                  | Jalousie | pour piano à 4 mains                                                             | transcription pour le piano de JW 6/10 |
| Piano               | W 8/17        | 1901–1908           | Po zarostlém chodníčku                                                                     | Sur un sentier recouvert                                                                                               | pour piano                                                                       | |
| Piano               | W 8/18        | c.1904              | 2 Moravské tance                                                                           | 2 Danses Moraves | pour piano                                                                       | arrangements de danses populaires; combiné avec JW 8/12 dans 3 Moravské tance (3 Danses Moraves)                                                     |
| Piano               | JW 8/19       | 1905                | Sonáta pro klavír „I. X. 1905, Z ulice“                                                    | Sonate « 1er octobre 1905 » en mi bémol mineur                                                                         | pour piano                                                                       | Création à Brno le 27 janvier 1906 par Ludmila Tučková.                                                                                              |
| Piano               | JW 8/20       | 1909                | Narodil se Kristus Pán                                                                     | Christ, le Seigneur, est ressuscité                                                                                    | pour piano avec voix ad libitum                                                  | arrangement d'un noël tchèque |
| Piano               | JW 8/21       | 1911                | Moderato                                                                                   | Moderato | pour piano                                                                       | |
| Piano               | JW 8/22       | 1912                | V mlhách                                                                                   | Dans les brumes | pour piano                                                                       | |
| Piano               | JW 8/23       | 1922                | Moravské lidové písně                                                                      | Chants populaires Moraves                                                                                              | pour piano avec voix ad libitum                                                  | 15 arrangements d'airs populaires |
| Piano               | JW 8/24       | 1911                | Ej, duby, duby                                                                             | Ej, duby, duby | pour piano avec voix ad libitum                                                  | arrangement d'un air populaire |
| Piano               | JW 8/25       |                     | Budem tady stat                                                                            | Nous allons rester ici                                                                                                 | pour piano avec voix ad libitum                                                  | arrangement d'un air populaire |
| Piano               | JW 8/26       | 1923                | Con moto                                                                                   | Con moto | pour piano                                                                       | |
| Piano               | JW 8/27       | 1924                | Skladba bez názvu                                                                          | Pièce sans titre | pour piano                                                                       | |
| Piano               | JW 8/28       | 1925                | Bratřím Mrštíkům                                                                           | Pour les Frères Mrštík                                                                                                 | pour piano                                                                       | |
| Piano               | JW 8/29       | 1926?               | Skladba bez názvu                                                                          | Pièce sans titre | pour piano                                                                       | |
| Piano               | JW 8/30       | 1926?               | Na starém hradě hukvalském                                                                 | Dans le vieux château de Hukvaldy                                                                                      | pour piano                                                                       | arrangement d'une danse populaire |
| Piano               | JW 8/31       | 1927                | Andante                                                                                    | Andante | pour piano                                                                       | |
| Piano               | JW 8/32       | 1928                | Vzpomínka                                                                                  | Souvenir | pour piano                                                                       | |
| Piano               | JW 8/33       |                     | Skladby v památníku Kamily Stösslové                                                       | Pièces de l'album de Kamila Stösslová                                                                                  | pour piano et harmonium                                                          | 13 pièces |
| Musique chorale     | JW 4/1        | 1873                | Orání                                                                                      | Labourage | pour chœur d'hommes                                                              | |
| Musique chorale     | JW 4/2        | 1873                | Válečná [1]                                                                                | Chant de guerre [1] | pour chœur d'hommes                                                              | |
| Musique chorale     | JW 4/3        | 1873                | Válečná [2]                                                                                | Chant de guerre [2] | pour chœur d'hommes, trompette, 3 trombones et piano                             | |
| Musique chorale     | JW 4/4        | 1873                | Nestálost lásky                                                                            | L'inconstance de l'amour                                                                                               | pour chœur d'hommes                                                              | |
| Musique chorale     | JW 4/5        | 1873–1876           | Divím se milému                                                                            | Je m'émerveille de mon aimée                                                                                           | pour chœur d'hommes                                                              | |
| Musique chorale     | JW 4/6        | 1873–1876           | Vínek stonulý                                                                              | Une couronne noyée | pour chœur d'hommes                                                              | |
| Musique chorale     | JW 4/7        | 1874                | Osamělá bez těchy [1]                                                                      | Seul sans réconfort [1]                                                                                                | pour chœur d'hommes                                                              | révisé in 1898 as JW 4/26 |
| Musique chorale     | JW 2/1        | 1874                | Graduale „Speciosus forma“                                                                 | Graduel “Speciosus forma”                                                                                              | pour chœur et orgue                                                              | motet |
| Musique chorale     | JW 2/2        | 1875                | Introitus in festo Ss. Nominis Jesu                                                        | Introitus in festo Ss. Nominis Jesu                                                                                    | pour chœur et orgue                                                              | motet |
| Musique chorale     | JW 2/3        | 1875                | Exaudi Deus [1]                                                                            | Exaudi Deus [1] | pour chœur et orgue                                                              | motet |
| Musique chorale     | JW 2/4        | 1875                | Exaudi Deus [2]                                                                            | Exaudi Deus [2] | pour chœur et orgue                                                              | motet |
| Musique chorale     | JW 2/5        | 1875                | Benedictus                                                                                 | Benedictus | pour chœur et orgue                                                              | motet |
| Musique chorale     | JW 2/6        | 1875                | Communio „Fidelis servus“                                                                  | Communion “Fidelis servus”                                                                                             | pour chœur                                                                       | motet |
| Musique chorale     | JW 2/7        | 1875–1878           | Regnum mundi                                                                               | Regnum mundi | pour chœur                                                                       | motet |
| Musique chorale     | JW 2/8        | 1875–1879           | Exsurge Domine                                                                             | Exsurge Domine | pour chœur                                                                       | motet |
| Musique chorale     | JW 2/9        | 1875?–1879          | Graduale in festo purificationis BVM „Suscepimus“                                          | Graduale in festo purificationis BVM “Suscepimus”                                                                      | pour chœur                                                                       | motet |
| Musique chorale     | JW 4/8        | 1876                | Láska opravdivá                                                                            | L'amour vrai | pour chœur d'hommes                                                              | |
| Musique chorale     | JW 4/9        | 1876                | Osudu neujdeš                                                                              | On ne peut pas échapper à son destin                                                                                   | pour chœur d'hommes                                                              | |
| Musique chorale     | JW 4/10       | 1876                | Zpěvná duma                                                                                | | pour chœur d'hommes                                                              | |
| Musique chorale     | JW 4/11       | 1876?               | Na košatej jedli dva holubi seďá                                                           | Sur le sapin, deux pigeons sont perchés                                                                                | pour chœur d'hommes                                                              | |
| Musique chorale     | JW 4/12       | 1877                | Slavnostní sbor (k položení základního kamene ústavu ku vzdělání učitelů)                  | Festival Chorus | pour 4 voix d'hommes et chœur                                                    | |
| Musique chorale     | JW 4/13       | 1878?               | Slavnostní sbor ku svěcení nové budovy c. k. slovanského ústavu ku vzdělání učitelů v Brně | | pour baryton, chœur d'hommes et piano                                            | |
| Musique chorale     | JW 4/14       | 1880                | Píseň v jeseni                                                                             | Chant d'automne | pour chœur                                                                       | |
| Musique chorale     | JW 4/15       | 1880–1885           | Na prievoze                                                                                | Sur le ferry | pour chœur d'hommes                                                              | |
| Musique chorale     | JW 2/10       | 1881                | České církevní zpěvy z Lehnerova mešního kancionálu                                        | | pour chœur et orgue                                                              | |
| Musique chorale     | JW 4/16       | 1883                | Ave Maria                                                                                  | Ave Maria | pour chœur d'hommes                                                              | |
| Musique chorale     | JW 4/17       | 1885                | Čtveřice mužských sborů                                                                    | 4 Chœurs d'hommes | pour chœur d'hommes                                                              | |
| Musique chorale     | JW 4/18       | 1885                | Kačena divoká                                                                              | Le Canard sauvage | pour chœur                                                                       | |
| Musique chorale     | JW 4/19       | 1888                | Tři sbory mužské                                                                           | 3 Chœurs d'hommes | pour chœur d'hommes                                                              | |
| Musique chorale     | JW 4/20       | 1889?               | Královničky. „Staré národní tance obřadné se zpěvy“                                        | | pour chœur à l'unisson et piano                                                  | 10 airs populaires et danses |
| Musique chorale     | JW 3/1        | 1890                | Naše píseň [1]                                                                             | Notre chant [1] | pour chœur et orchestre                                                          | |
| Musique chorale     | JW 3/1        | 1890                | Sivý sokol zaletěl                                                                         | Le Faucon cendré | pour chœur et orchestre                                                          | chanson populaire silésienne |
| Musique chorale     | JW 4/21       | 1890                | Naše píseň [2]                                                                             | Notre chant [2] | pour chœur                                                                       | |
| Musique chorale     | JW 3/2        | 1891                | Komáři se ženili                                                                           | | pour chœur et orchestre                                                          | arrangement d'un air populaire |
| Musique chorale     | JW 3/3        | 1892                | Zelené sem seła                                                                            | J'ai semé de la verdure                                                                                                | pour chœur et orchestre                                                          | arrangement d'un air populaire |
| Musique chorale     | JW 3/4        | 1893                | Keď zme šli na hody                                                                        | | pour chœur et orchestre                                                          | arrangement d'un air populaire |
| Musique chorale     | JW 4/22       | 1893                | Což ta naše bříza                                                                          | Notre bouleau | pour chœur d'hommes                                                              | |
| Musique chorale     | JW 4/23       | 1894                | Už je slúnko z téj hory ven                                                                | Le soleil s'est levé au-dessus de cette colline                                                                        | pour baryton, chœur et piano                                                     | |
| Musique chorale     | JW 4/24       | 1894?               | Odpočiň si                                                                                 | | pour chœur d'hommes                                                              | chœur funèbre |
| Musique chorale     | JW 3/5        | 1896                | Hospodyne pomiluj ny!                                                                      | Seigneur prend pitié!                                                                                                  | pour solistes, chœur, cuivres, harpe et orgue                                    | cantate |
| Musique chorale     | JW 4/25       | 1897–1898           | Slavnostní sbor k svěcení praporu Svatojosefské jednoty                                    | Festival Chorus | pour chœur d'hommes                                                              | |
| Musique chorale     | JW 3/6        | 1897                | Amarus                                                                                     | Amarus | pour solistes, chœur et orchestre                                                | cantate, texte de Jaroslav Vrchlický; révisé 1901, 1906                                                                                              |
| Musique chorale     | JW 4/26       | 1898                | Osamělá bez těchy [2]                                                                      | Forsaken [2] | pour chœur d'hommes                                                              | |
| Musique chorale     | JW 4/27       | 1899                | Ukvalské písně                                                                             | Hukvaldy Songs | pour chœur                                                                       | 6 arrangements d'airs populaires |
| Musique chorale     | JW 4/28       | 1900,1906           | Čtvero mužských sborů moravských                                                           | 4 Chœurs Moraves | pour chœur d'hommes                                                              | |
| Musique chorale     | JW 4/29       | 1901, 1906          | Otče náš                                                                                   | Notre père | pour ténor, chœur et piano (harmonium) ou harpe et orgue                         | cantate |
| Musique chorale     | JW 2/11       | 1902?               | Svatý Václave                                                                              | Saint Wenceslas | pour chœur et orgue                                                              | Accompagnement à l'orgue d'un ancien hymne tchèque                                                                                                   |
| Musique chorale     | JW 2/12       | 1903                | Constitues                                                                                 | Constitues | pour chœur d'hommes et orgue                                                     | motet |
| Musique chorale     | JW 2/13       | 1903                | Veni Sancte Spiritus                                                                       | Veni Sancte Spiritus                                                                                                   | pour chœur d'hommes                                                              | motet |
| Musique chorale     | JW 4/30       | 1903, 1904          | Elegie na smrt dcery Olgy                                                                  | Élégie sur la mort de ma fille Olga                                                                                    | pour ténor, chœur et piano                                                       | cantate |
| Musique chorale     | JW 2/14       | 1904                | Zdrávas Maria                                                                              | Ave Maria | pour ténor (ou soprano), chœur, violon et orgue ou piano                         | |
| Musique chorale     | JW 4/31       | 1904–1906           | Vínek                                                                                      | La guirlande | pour chœur d'hommes                                                              | arrangement d'un air populaire |
| Musique chorale     | JW 4/32       | 1906                | Lidová nokturna. Večerní zpěvy slovenského lidu z Rovného (26 Balad lidových II.)          | Folk Nocturne. Evening Songs of the Slovak People of Rovné (26 Folk Ballads, Part II)                                  | Musique vocale pour duo de femmes et piano                                       | 7 arrangements d'airs populaires |
| Musique chorale     | JW 4/33       | 1906                | Kantor Halfar                                                                              | Kantor Halfar | pour chœur d'hommes                                                              | |
| Musique chorale     | JW 4/34       | 1906                | Maryčka Magdónova [1]                                                                      | Maryčka Magdónova [1]                                                                                                  | pour chœur d'hommes                                                              | |
| Musique chorale     | JW 4/35       | 1907                | Maryčka Magdónova [2]                                                                      | Maryčka Magdónova [2]                                                                                                  | pour chœur d'hommes                                                              | |
| Musique chorale     | JW 4/36       | 1909                | 70 000 (Sedmdesát tisíc)                                                                   | Soixante dix mille | pour chœur d'hommes                                                              | révisé 1912 |
| Musique chorale     | JW 3/7        | 1911                | Na Soláni Čarták                                                                           | Au chalet de Solan | pour ténor, chœur d'hommes et orchestre                                          | cantate |
| Musique chorale     | JW 3/8        | 1914                | Věčné evangelium                                                                           | L'Évangile éternel | pour soprano, tenor, chœur et orchestre                                          | cantate |
| Musique chorale     | JW 4/37       | 1912?, 1916-1917    | Pět národních písní (26 Balad lidových IV.)                                                | 5 airs populaires (26 Ballades populaires, Part IV)                                                                    | pour ténor, chœur d'hommes et piano ou harmonium                                 | arrangements d'airs populaires |
| Musique chorale     | JW 4/38       | 1914                | Perina                                                                                     | L'édredon | pour chœur d'hommes                                                              | |
| Musique chorale     | JW 4/39       | 1916                | Vlčí stopa                                                                                 | La Piste du Loup | pour chœur de femmes                                                             | texte de J. Verchlický |
| Musique chorale     | JW 4/40       | 1916                | Hradčanské písničky                                                                        | Chants de Hradcany | pour soprano, chœur de femmes, flûte et harp                                     | 3 chœurs, texte de F. Procházka |
| Musique chorale     | JW 4/41       | 1916                | Kašpar Rucký                                                                               | Kašpar Rucký | pour soprano, 4 voix de femmes solistes et chœur de femmes                       | |
| Musique chorale     | JW 5/12       | 1917–1919           | Zápisník zmizelého                                                                         | Le Journal d'un disparu                                                                                                | pour ténor, alto, 3 voix de femmes et piano                                      | cycle de mélodies; révisé 1920 |
| Musique chorale     | JW 4/42       | 1918                | Česká legie                                                                                | La Légion tchèque | pour chœur d'hommes                                                              | |
| Musique chorale     | JW 4/43       | 1922                | Potulný šílenec                                                                            | Le Fou errant | pour chœur d'hommes avec soprano solo                                            | |
| Musique chorale     | JW 5/16       | 1924                | Říkadla [1]                                                                                | Nursery Rhymes [1] | 1 pour 3 mezzo-sopranos, clarinette et piano                                     | 8 chansons |
| Musique chorale     | JW 4/44       | 1925–1926           | Naše vlajka                                                                                | Notre drapeau | pour chœur d'hommes et 2 sopranos solistes                                       | |
| Musique chorale     | JW 5/17       | 1926                | Říkadla [2]                                                                                | Nursery Rhymes [2] | pour chœur de chambre et ensemble de chambre                                     | introduction et 18 airs |
| Musique chorale     | JW 3/9        | 1926–1927           | Glagolská mše (Mša glagolskaja)                                                            | Messe glagolitique | pour solistes, double chœur, orchestre et orgue                                  | Création le 5 décembre 1927 à Prague sous la direction de Jaroslav Kvapil.                                                                           |
| Musique chorale     | JW 4/45       | 1928                | Sbor při kladení základního kamene Masarykovy university v Brně                            | Chœur composé à l'occasion de la pose de la première pierre de l'Université Masaryk à Brno                             | pour chœur d'hommes                                                              | |
| Musique vocale      | JW 5/1        | 1871–1875?          | Když mě nechceš, což je víc?                                                               | Si vous ne m'aimez pas, que m'importe?                                                                                 | pour ténor (ou chœur) et piano                                                   | |
| Musique vocale      | JW 5/2        | 1892–1901           | Moravská lidová poesie v písních                                                           | Moravian Folk Poetry in Songs                                                                                          | pour voix et piano                                                               | 53 arrangements d'airs populaires |
| Musique vocale      | JW 5/3        | 1897–1898           | Jarní píseň                                                                                | Spring Song |                                                                                  | révisé 1905 |
| Musique vocale      | JW 5/4        | 1898                | Ukvalská lidová poezie v písních                                                           | Poésie populaire d'Hukvaldy en chansons                                                                                | pour voix et piano                                                               | 13 arrangements d'airs populaires |
| Musique vocale      | JW 5/6        | 1908–1912           | Pět moravských tanců                                                                       | 5 Danses Moraves | pour voix et piano                                                               | 5 arrangements d'airs populaires |
| Musique vocale      | JW 5/7        | 1908–1912           | Čtyři balady                                                                               | 4 Ballades | pour voix et piano                                                               | arrangement d'un air populaires |
| Musique vocale      | JW 5/8        | 1908–1912           | Dvě balady                                                                                 | 2 Ballades | pour voix et piano                                                               | arrangement d'airs populaires |
| Musique vocale      | JW 5/9        | 1909                | Šest národních písní, jež zpívala Gabel Eva (26 Balad lidových I.)                         | 6 chansons populaires (26 Folk Ballads, Part I)                                                                        | pour voix et piano                                                               | |
| Musique vocale      | JW 5/10       | 1911                | Podme, milá, podme!                                                                        | | pour voix et piano                                                               | arrangement d'un air populaire |
| Musique vocale      | JW 5/11       | 1916                | Písně detvanské, zbojnické balady (26 Balad lidových III.)                                 | Detva Songs, Robber’s Ballads (26 Folk Ballads, Part III)                                                              | pour voix et piano                                                               | 8 chants slovaques |
| Musique vocale      | JW 5/13       | 1918                | Slezské písně (ze sbírky Heleny Salichové)                                                 | Chants de Silésie | pour voix et piano                                                               | 10 arrangements d'airs populaires |
| Musique vocale      | JW 5/14       | 1920                | Ukolébavka                                                                                 | Berceuse | pour voix et piano                                                               | arrangement d'un air populaire |
| Musique vocale      | JW 5/15       | 1923                | Úpravy lidových písní v článku „Starosta Smolík“                                           | | pour voix et instrument non précisé                                              | |
| Musique vocale      | JW 8/23       | 1922                | Moravské lidové písně                                                                      | Chants populaires moraves                                                                                              | pour piano et voix ad libitum                                                    | 15 arrangements d'airs populaires |
| Musique vocale      | JW 8/24       | 1911                | Ej, duby, duby                                                                             | | pour piano et voix ad libitum                                                    | arrangement d'un air populaire |
| Musique vocale      | JW 8/25       |                     | Budem tady stat                                                                            | | pour piano et voix ad libitum                                                    | arrangement d'un air populaire |

## Source
- (en) Cet article est partiellement ou en totalité issu de l’article de Wikipédia en anglais intitulé « List of compositions by Leoš Janáček » (voir la liste des auteurs).